# Karl von der Heydt
Karl von der Heydt (né le 31 juillet 1858 à Elberfeld (aujourd'hui un quartier de Wuppertal) et mort le 22 août 1922 à Bad Godesberg) est un banquier allemand, promoteur du colonialisme, président de l'Association pangermaniste, écrivain et mécène.

## Biographie
Karl von der Heydt est issu de la famille bancaire d'Elberfeld von der Heydt. Il est le fils de Karl Friedrich von der Heydt et de Maria Theresia (née von Hurter), arrière-petite-fille du baron Johann Heinrich von Hurter (de). Il se marie avec Elisabeth Wülfing, avec qui il a deux filles.
Après la mort prématurée de son père, son grand-père Carl von der Heydt (de) l'élève de manière strictement réformée. Après avoir obtenu son diplôme d'études secondaires à Elberfeld, il effectue son service militaire en 1876 dans le 2e régiment d'uhlans de la Garde en tant que volontaire d'un an à Berlin. Il commence ensuite des études de philosophie à Bonn et à Rome. Il effectue également des voyages en Amérique. À la demande de sa famille, il doit arrêter ses études.
Il effectue un apprentissage bancaire et rejoint la banque familiale. En 1881, il devient l'un des associés de la banque von der Heydt-Kersten & Söhne (de). Il séjourne souvent à Berlin et achète en 1891 la villa (de) de son grand-oncle August von der Heydt.
Dans la capitale impériale, il dirige d'abord une succursale de la banque familiale avant de créer sa propre entreprise, la banque Heydt & Co., en 1895. Il entre en contact avec Carl Peters et devient un promoteur de la politique coloniale allemande. Il est membre de diverses associations et institutions pertinentes ; Il est président de la Compagnie de l'Afrique orientale allemande. En tant que l'un des rares banquiers allemands, il soutient la politique coloniale sur les plans financier, journalistique et politique. Il permet à Peters de financer dix expéditions pour conclure des traités avec les chefs tribaux locaux, élargissant ainsi le territoire de la colonie en Afrique de l'Est. Sa fortune estimée en 1913 est de 5,3 millions de marks. Son revenu annuel est de 0,4 million. En 1919, il transfère sa banque à la banque Delbrück, Schickler & Co. (de)
Karl von der Heydt est politiquement libre-conservateur. Il est également pendant un certain temps président de l'Association pangermaniste et plaida en vain pour la création de son propre parti national. Cependant, au moment de sa présidence entre 1891 et 1893, l'association est encore plutôt une association de notables sans masse
Il redessine la villa berlinoise de von der Heydt dans un style représentatif de l'époque. Conseillé par Wilhelm von Bode, il collectionne les maîtres anciens. Il collectionne une trentaine de tableaux de Rembrandt, van Dyck, Lucas Cranach et d'autres. Il collectionne également des sculptures, notamment des œuvres d'Auguste Rodin. Il est membre de l'Association du Musée Empereur-Frédéric (de). En 1896, il fait don du tableau Vue de Vétheuil (de) de Claude Monet à la Galerie nationale
Il s'intéresse également beaucoup à la littérature et publie des critiques sur la littérature et l'art contemporains. À Bad Godesberg, où il a une résidence d'été (de), il est en contact avec Rainer Maria Rilke, avec qui il entretient une correspondance intensive et de longue durée. Sur les conseils de Rilke, von der Heydt commence à écrire lui-même. Il publie Variationen und Rhythmen en 1905. Le livre est complété par des ajouts dans la deuxième édition. Von der Heydt écrit également des pièces de théâtre, des nouvelles et des histoires. Pendant la Première Guerre mondiale, il publie Gedanken über den Krieg, dans lesquelles il décrit la fin du monde haut-bourgeois du XIXe siècle. Pendant la Révolution de Novembre, son amitié avec Rilke, qui montre parfois de la sympathie pour la République soviétique de Munich, se rompt.